# Vattenfisar
Vattenfisar (Aphelocheiridae) är en familj av insekter. Vattenfisar ingår i ordningen halvvingar, klassen egentliga insekter, fylumet leddjur och riket djur.
Familjen innehåller bara släktet Aphelocheirus.